# 뿔고둥

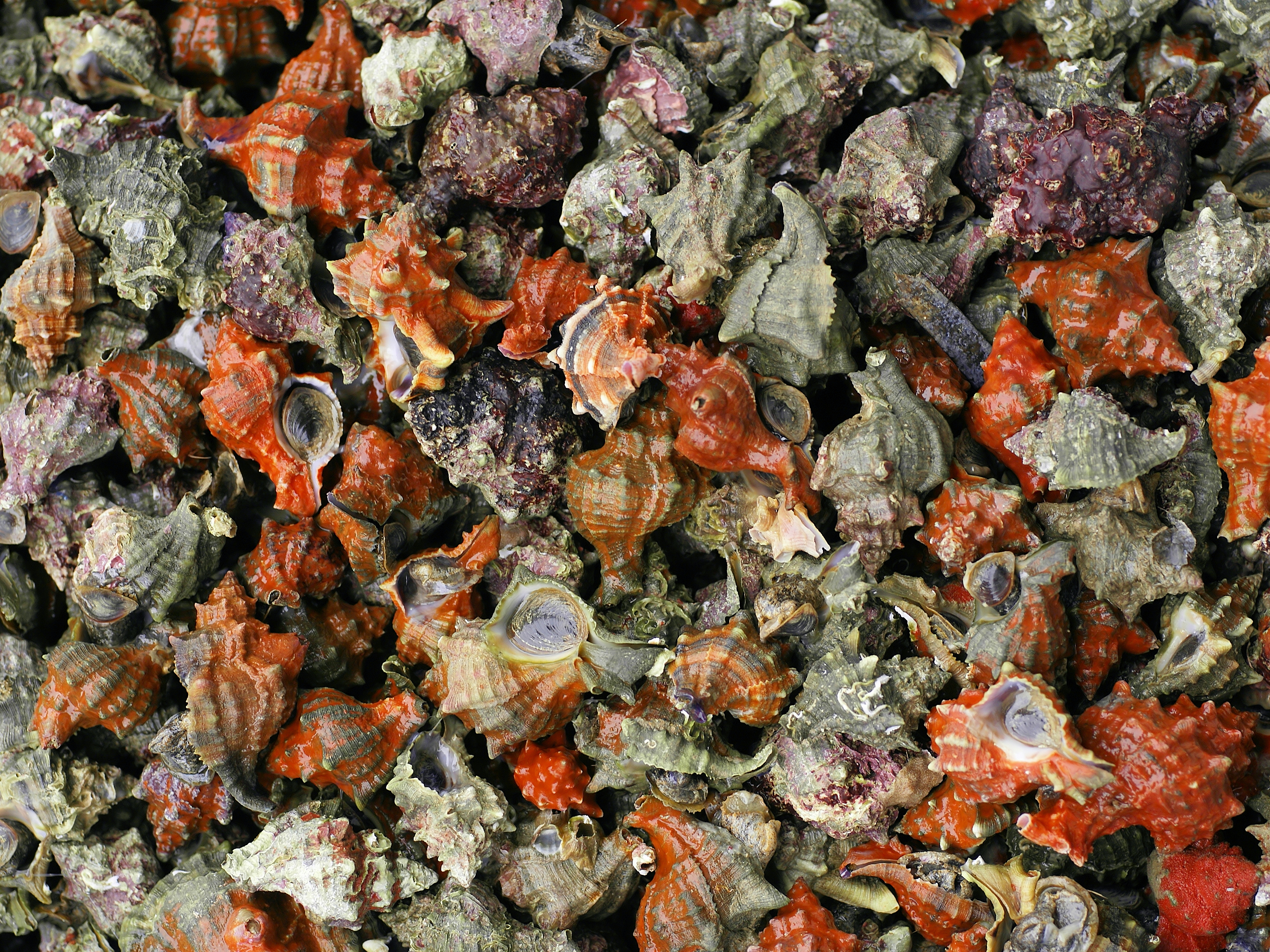

뿔고둥은 뿔고둥과의 복족류이다.

## 특징

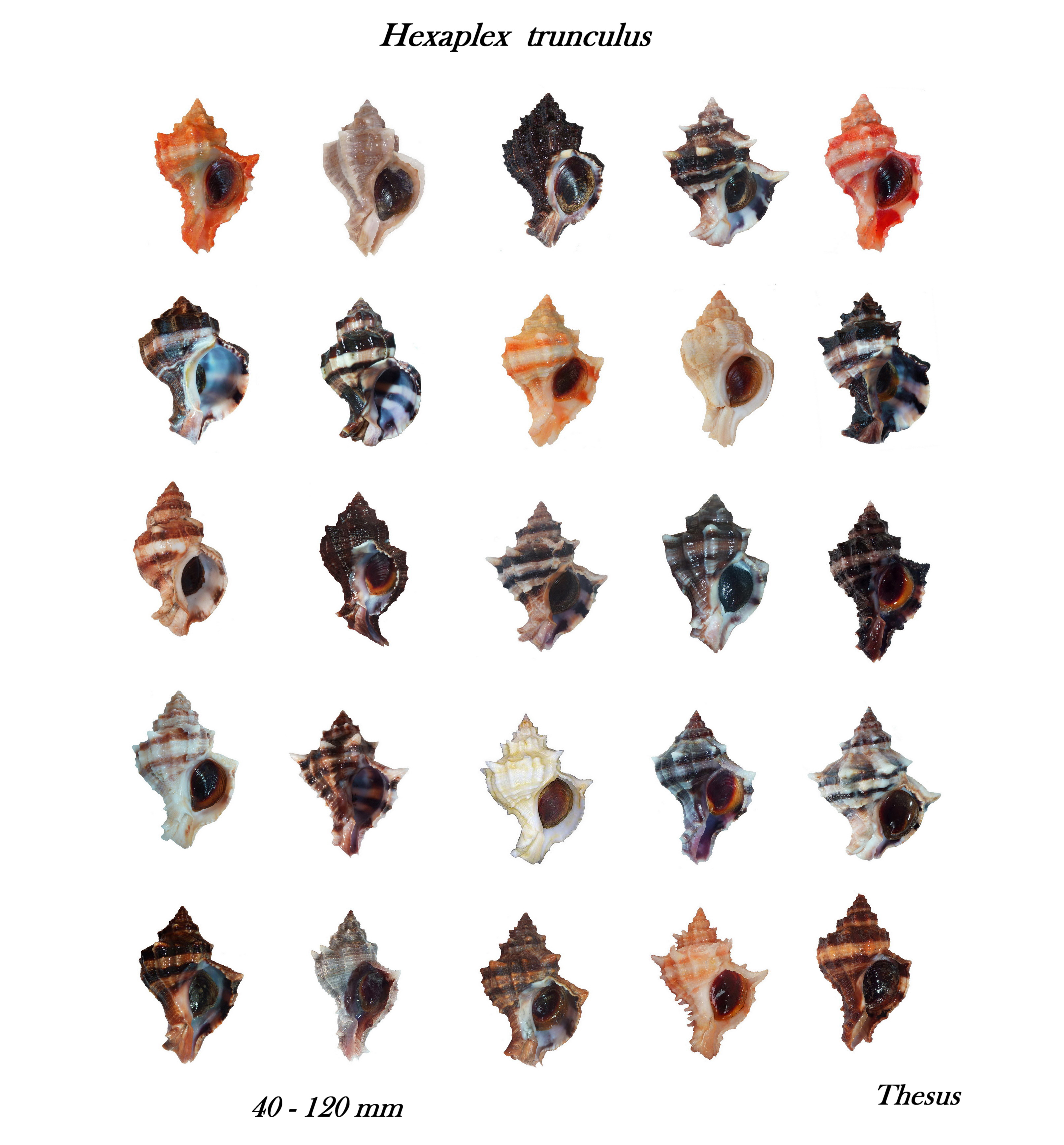

뿔고둥의 몸길이는 약 4~10cm이다. 7개의 둥근 윤생체로 다소 큰 나층이 있다. 껍질은 물고기 모양과 유사하게 형성된다. 껍질은 4가지 종류로 줄무늬는 어두운 색이고 조각과 색깔이 다양하다.

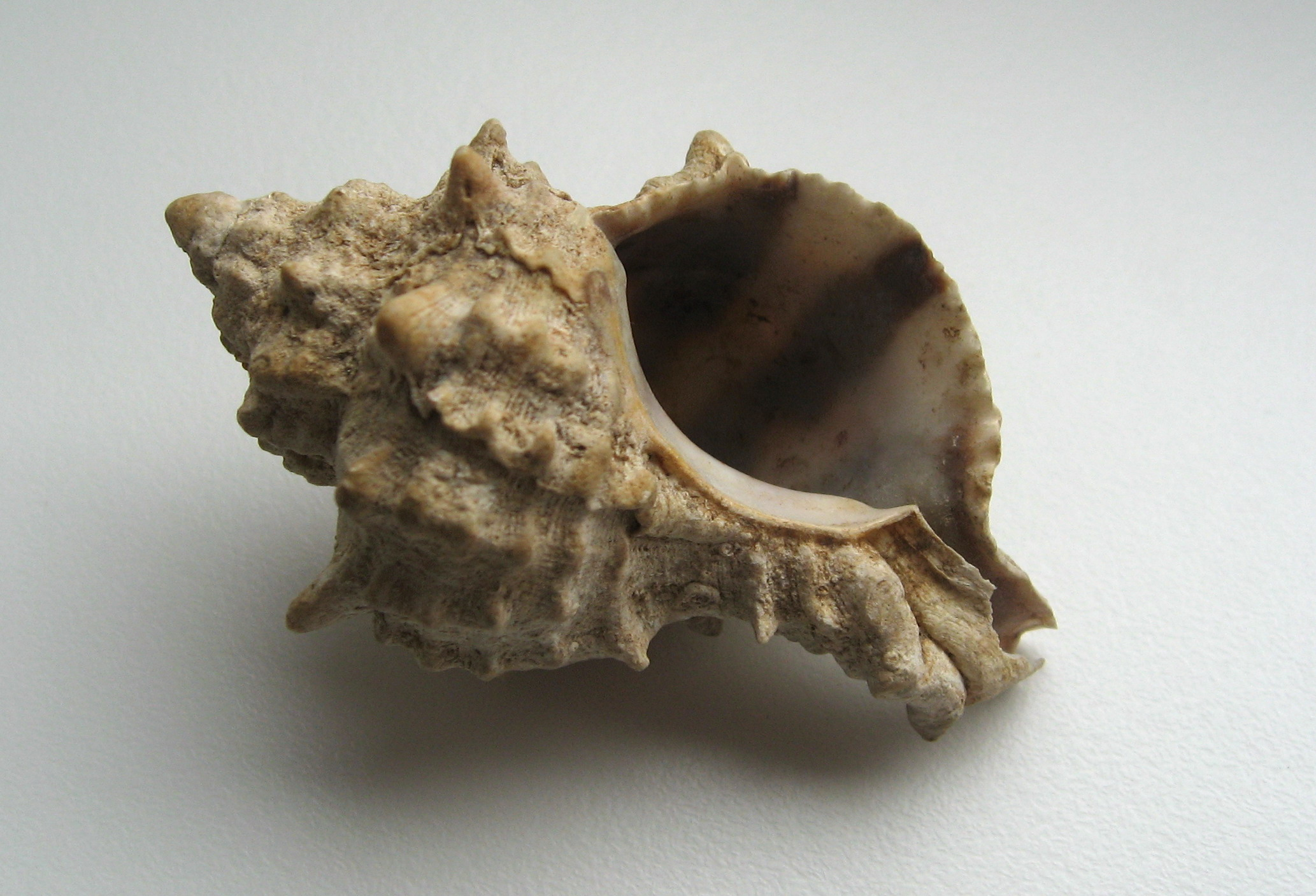
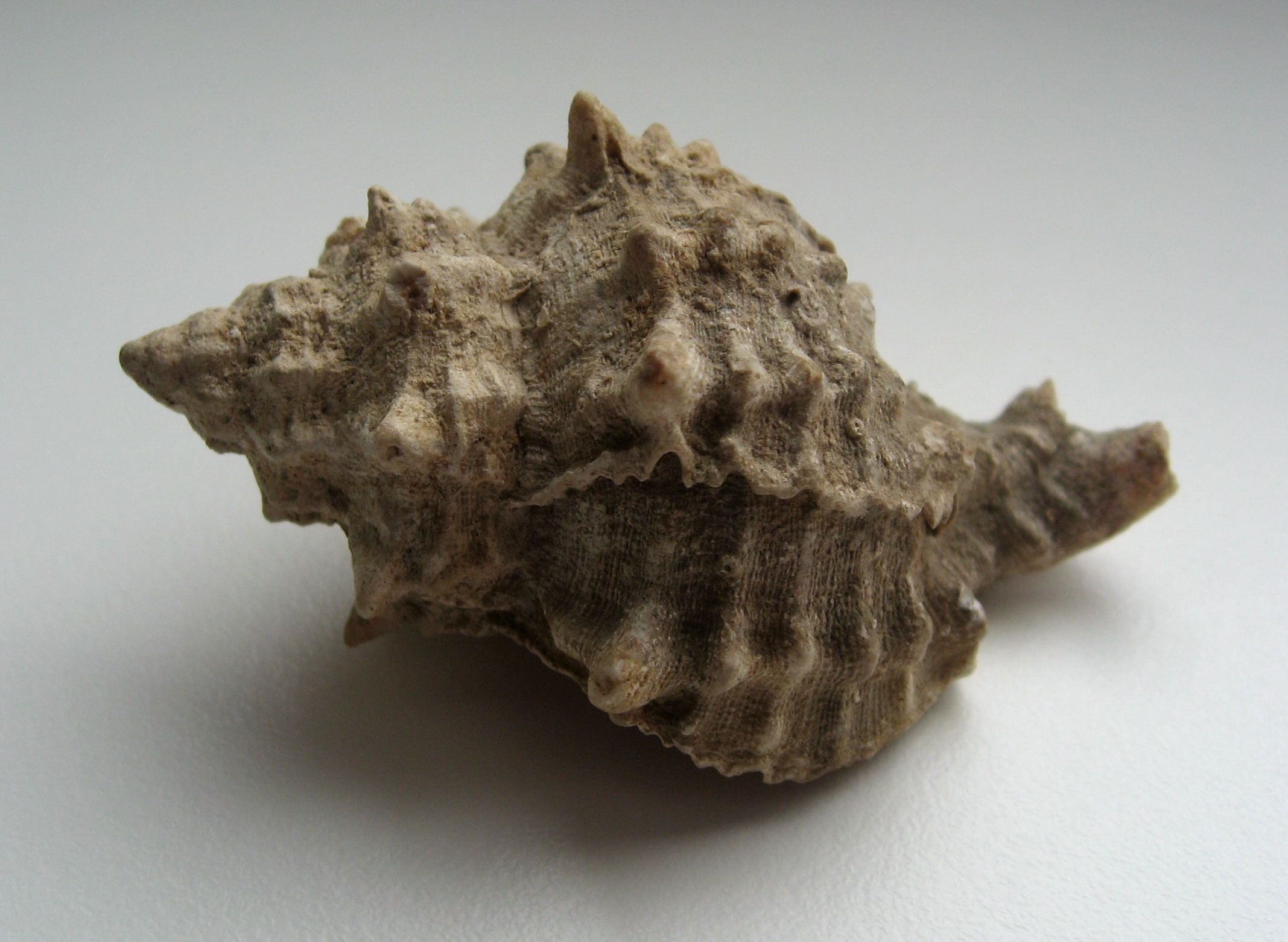
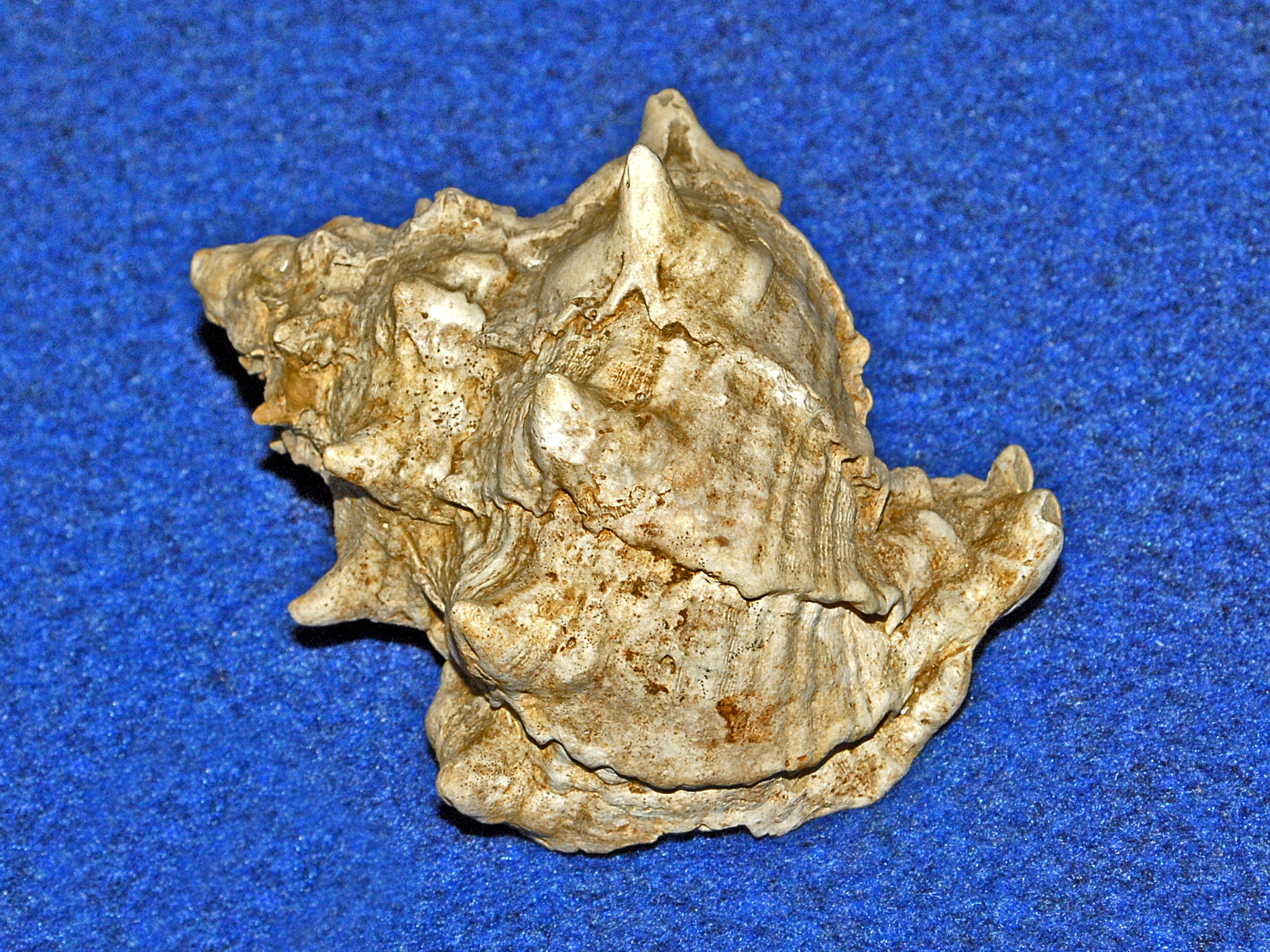